# سفارت ایران در لندن
سفارت جمهوری اسلامی ایران در پادشاهی متحد (به انگلیسی: Embassy of the Islamic Republic of Iran in the United Kingdom) در پلاک ۱۶ پرنسس‌گیت، خیابان کنزینگتون، لندن قرار دارد. سفارتخانه اتیوپی در لندن همسایه کناری سفارت ایران است.
این ساختمان در ۱۰ اردیبهشت ۱۳۵۹ مورد حملهٔ‌ شش مرد مسلح قرار گرفت و ۲۶ نفر از افراد داخل سفارت گروگان گرفته شدند.
در ۱۸ اسفند ۱۳۹۶ نیز چند نفر جوان که خود را از هوادران آیت‌الله صادق شیرازی، از مراجع تقلید شیعه، با ورود به ساختمان سفارت ایران در لندن، پرچم ایران را پایین کشیده و روی بالکن سفارت پرچم خود را بالا بردند. به گفته پلیس مهاجمان، که چهار نفر بودند، بازداشت شده‌اند.
در خرداد ۱۳۹۸، همسر نازنین زاغری در اعتراض به بازداشت غیرقانونی همسرش توسط ایران، در جلوی سفارت ایران در لندن دست به اعتصاب غذا زد.

## برنامه انتقال به ساختمان جدید
سفارت ایران در نظر دارد تا محل خود را به ساختمان جدیدی در همان محله منتقل کند. از آنجا که محله کنزینگتون از مناطق دارای بافت تاریخی در لندن است و ساختمان جدید سفارت قرار است معماری نوین داشته باشد، ساختش با اعتراض ساکنان محله مواجه شده‌است. به ویژه که در همسایگی کلیسای تاریخی سنت آگوستین قرار دارد. کارشناسان اعلام کرده‌اند که در صورت ساخت چنین ساختمانی، ارزش املاک خیابان سفارت ۲۰% کاهش خواهد یافت. شورای محله نیز هنوز با ساخت آن موافقت ننموده‌است.